# بندای نامکو فیلم‌ورکس
بندای نامکو فیلم‌ورکس (ژاپنی: 株式会社バンダイナムコフィルムワークス هپبورن: Kabushiki gaisha Bandai Namuko Firumuwākusu) که پیشتر و همچنان با نام سانرایز شناخته می‌شود، عنوان یک استودیو پویانمایی ژاپنی است که در سال ۱۹۷۲ بنیان نهاده شد و دفتر مرکزی آن در سوگینامی-کو، توکیو مستقر است. از نام‌های سابق این شرکت می‌توان به سوئه‌ایشا، نیپون سانرایز، و استودیوی سانرایز اشاره کرد.

## محصولات

### مجموعه‌های تلویزیونی
- آوت‌لو استار
- اینویاشا
- رابین شکارچی جادوگر
- کابوی بیباپ
- کد گیاس
- ککایشی
- سری گاندام
- سریگینتاما